# W型エンジン

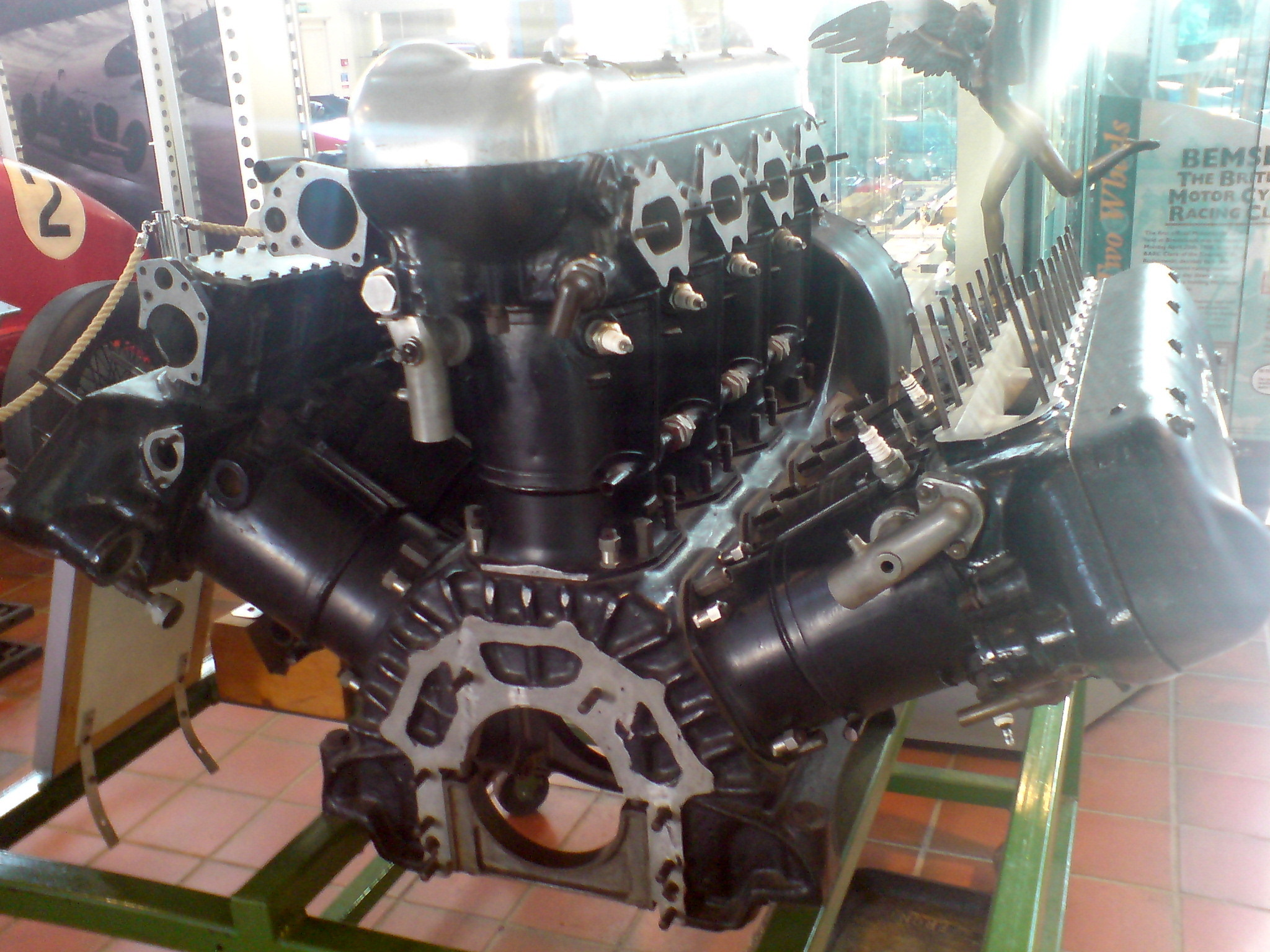
ネイピア ライオンエンジン

W型エンジンの動作

W型エンジン（ダブリューがたエンジン）とは、一本のクランクシャフトに対し、3バンクまたは4バンクのシリンダーをW字状（扇状）に配置したレシプロエンジン。4列で放射状に配列したものはX型エンジン、それ以上はラジアルエンジン（放射状エンジン）の範疇であるが、隣り合うバンクの同じロウ（行と列の「行」）のコネクティングロッドが一つのクランクピンを共用する点はV型エンジンの発展型とも言えるもので、1つのクランクピンに1本のマスターロッドが嵌り、そのマスターロッドに他のシリンダーのサブロッドが連結している星型エンジンとは異なる。3バンクのものは英国政府支給品のマークに似ているためブロードアロー型とも呼ばれる。

## 特徴
V型エンジンなどに比べ、同程度の気筒数ならばクランクシャフトを短くできる。横幅はV型エンジンより広くなるが、12気筒、16気筒などの多気筒エンジンでは、長さ短縮の効果が大きい。ただし3本のコネクティングロッドが一つのクランクピンに繋がっているため、クランクピンやクランクジャーナルの直径を大きく（クランクシャフトを太く）する必要がある。

### 種類
- W型3気筒（W3）
- W型8気筒（W8/WR8）
- W型12気筒（W12/WR12）
- W型16気筒（W16/WR16）
- W型18気筒（W18）

## 3バンク型

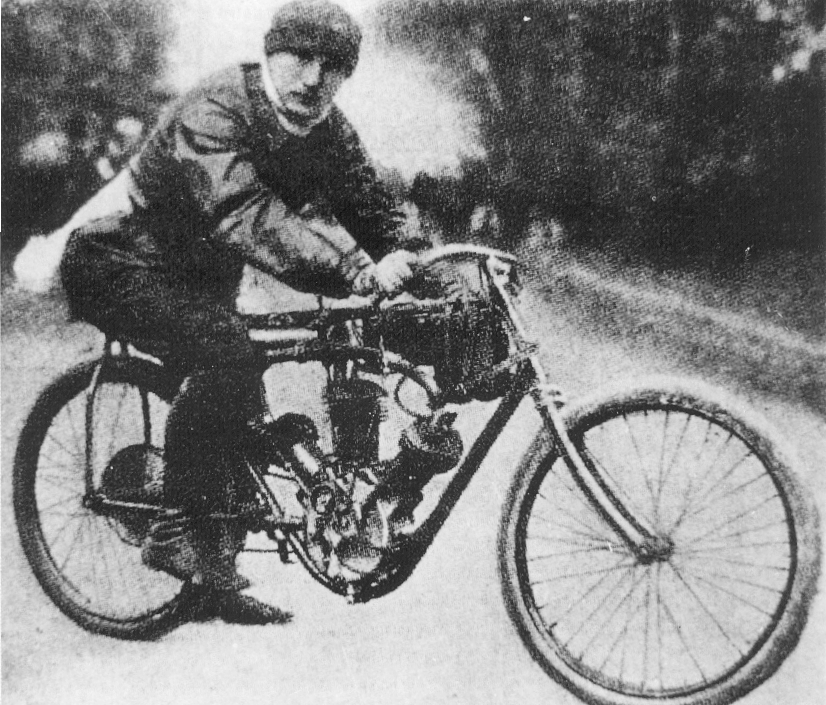
Alessandro Anzaniが1906年に開発したFan-W3エンジンを搭載するオートバイ

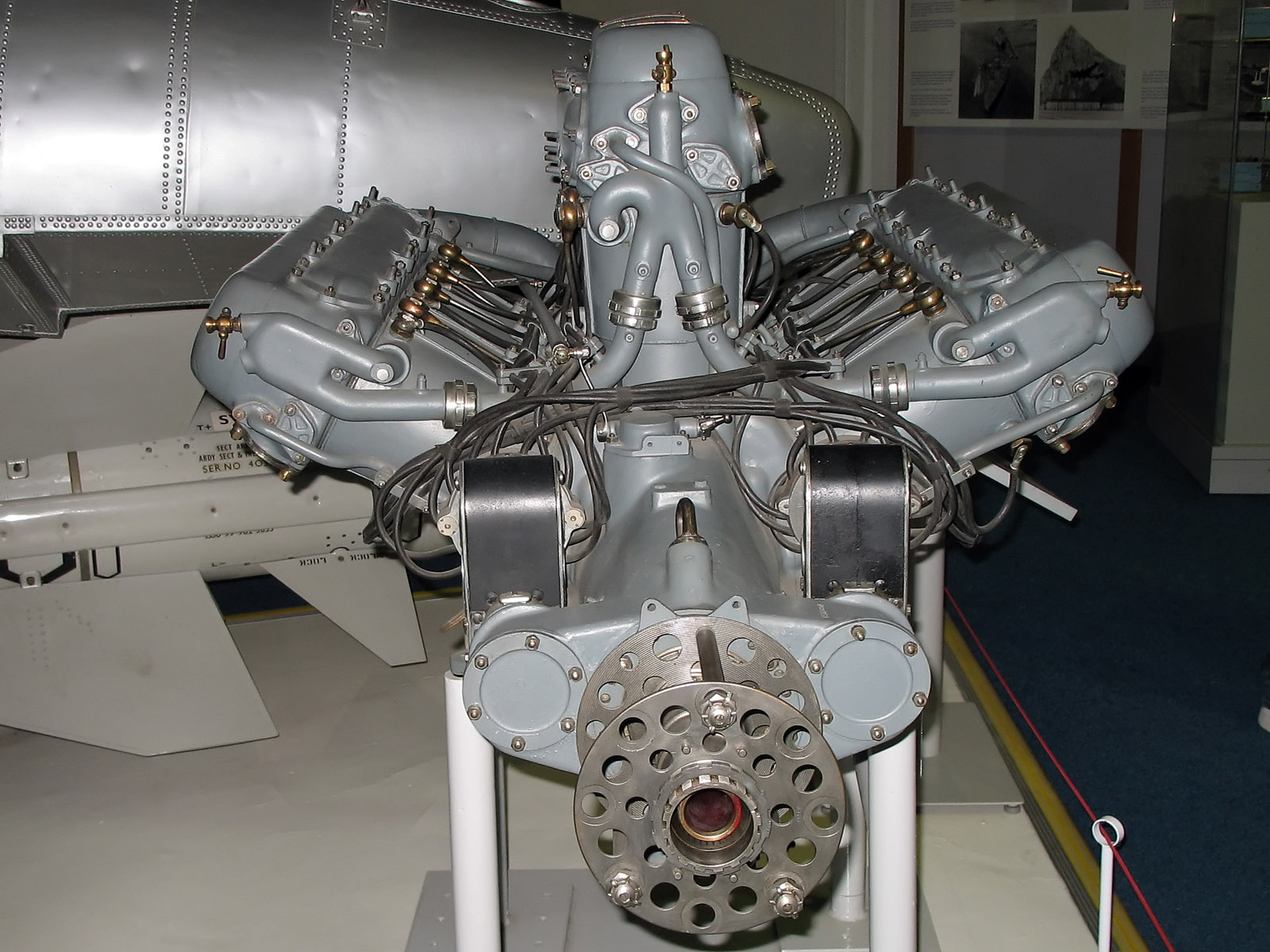
ネイピア ライオン VII

古典的なW型エンジンは、3つのシリンダーバンクにより1本のクランクシャフトを駆動する。
この形式で最初に登場したのはW型3気筒であり、1906年にアレッサンドロ・アンザーニがオートバイ用エンジンとして開発したものである。このエンジンは後にルイ・ブレリオの飛行機「ブレリオ XI」に搭載され、1909年にイギリス海峡横断飛行に成功した。後にアンザーニはこのエンジンを更に改良し、各シリンダーを120度間隔に配置した星型エンジンの原型であるAnzani-Y3エンジンを開発した。
1917年にネイピア・アンド・サンは最初の3バンク・W型12気筒エンジンであるネイピア ライオンを開発、シュナイダー・トロフィー・レースで優勝した機にも使用された。
ロレーヌは1920年代に450馬力の「12Ed」エンジンと600馬力の「18Ka」エンジンを航空機向けに製作、同時期にイゾッタ＝フラスキーニもW型18気筒で820馬力の「Asso 750」エンジンと1,100馬力の「Asso 1000」エンジンを開発した。

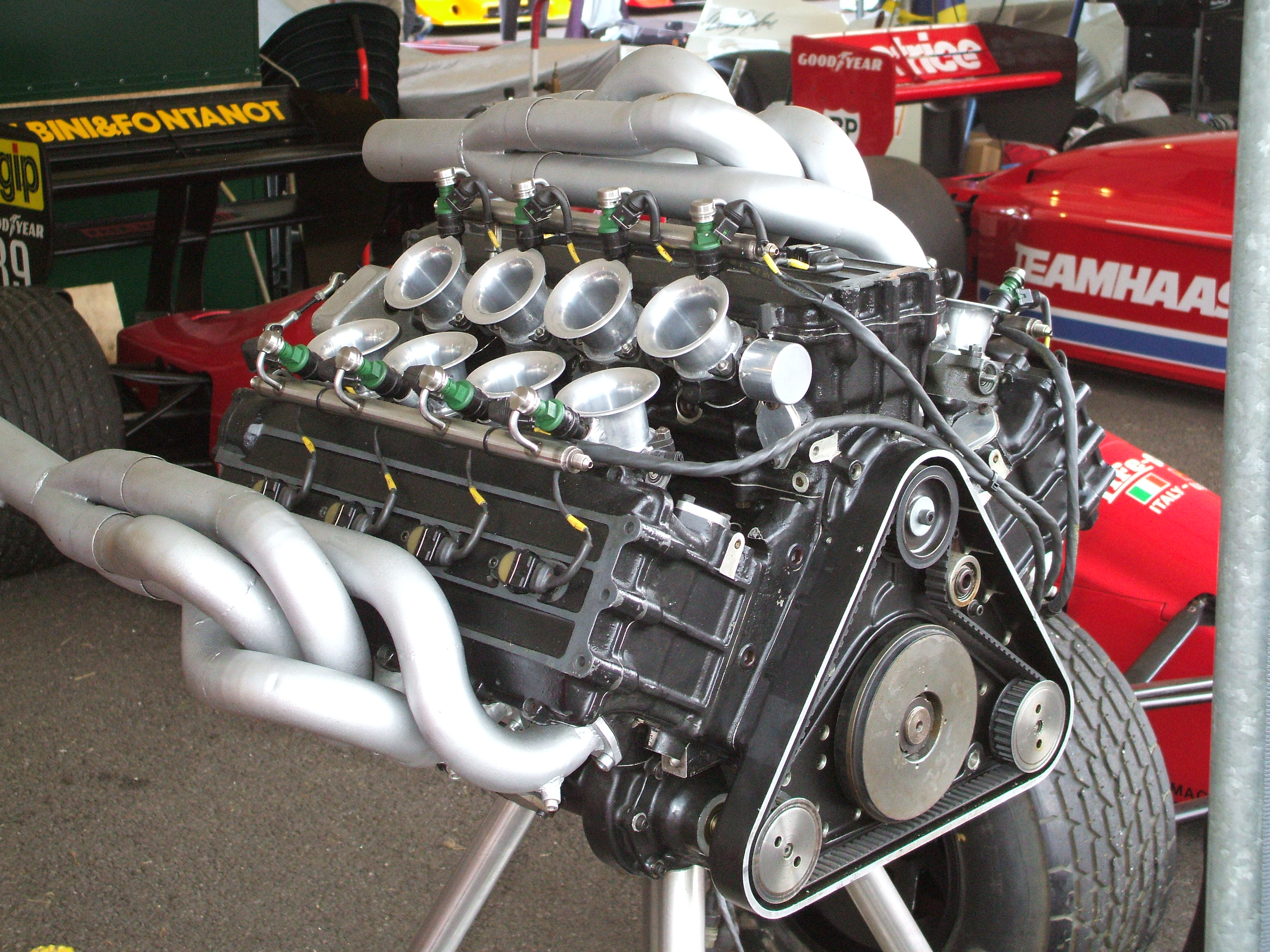
ライフW12

このような3バンクのW型エンジンは、多気筒化した場合に中央バンクの吸排気系の取りまわしが困難となるとともに冷却性の問題もあり、多気筒化は放射状に気筒を配列した星型エンジン、もしくはそれの二重（複列）化、または、水冷V型エンジンが主流となった。
第二次世界大戦後もレース用や試作車での採用例はあるものの成功したと言えるものはなく、例えば1990年にはライフが自製のW型12気筒エンジンを使用してフォーミュラ1（F1）に出場したが、12戦全戦で予備予選落ちしている。
その後はアウディが3バンクのW型12気筒エンジンを開発するも中途で断念。フォルクスワーゲンもブガッティの試作車両向けに3バンクのW型18気筒エンジンを開発し、実際にブガッティ・EB 118とブガッティ・EB 218に搭載したが、構造が複雑すぎて信頼性に欠ける事が露見し、結局市販されないまま終わっている。

## 4バンク型"ダブルV"エンジン

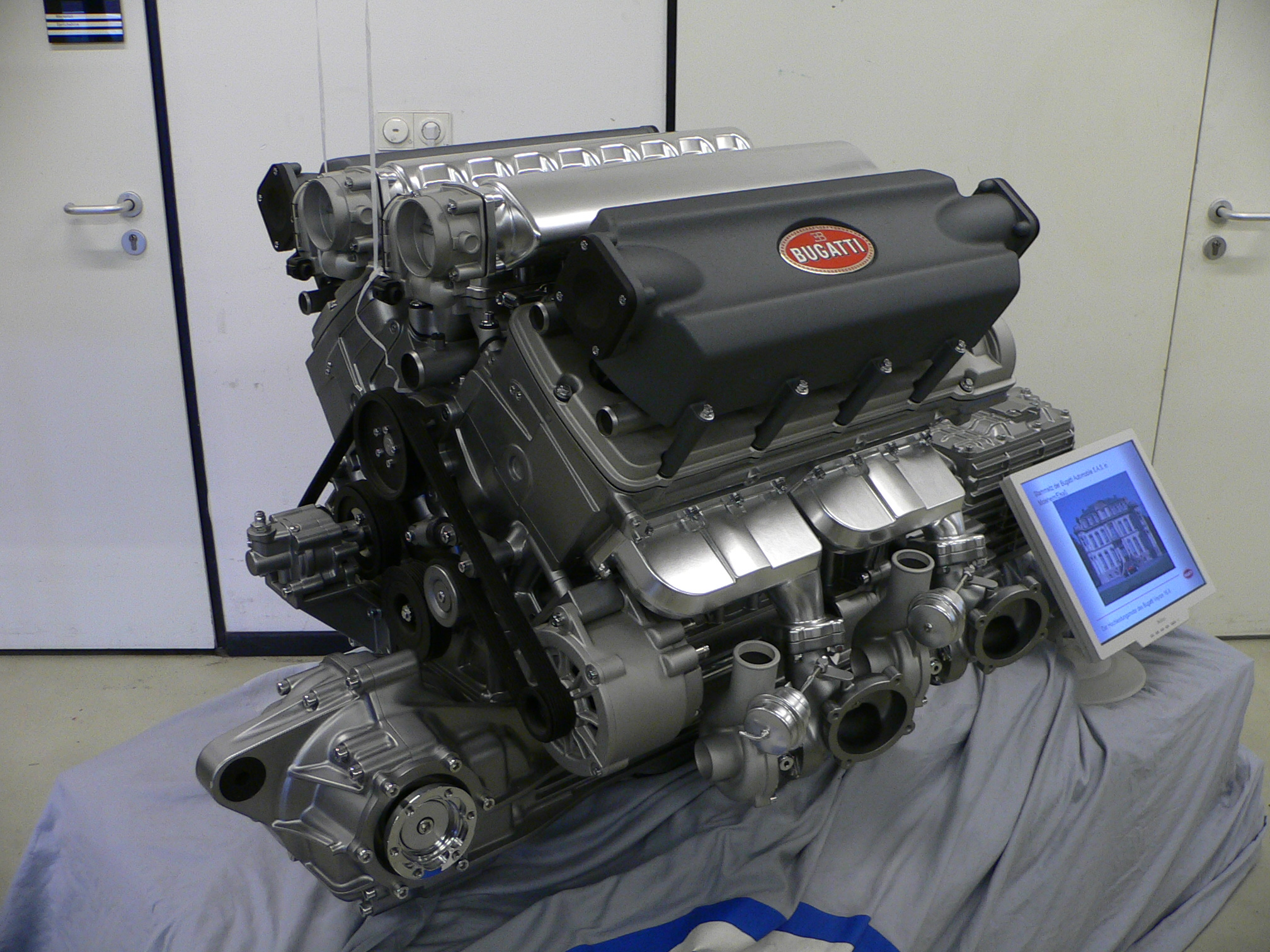
ブガッティ・ヴェイロンのW型16気筒エンジン。8,000 cc 64バルブ クアッドターボ構成で1,001馬力を発揮するモンスターエンジンである

フォルクスワーゲングループが開発したエンジンで2001年にW12型が初めて発表された。同社の持つVR6型狭角V型エンジンをふたつ組み合わせた「ダブルV」(VV)構成となっている。
日本ではこのようなダブルV構成も旧来の3バンク形式のものも一律にW型エンジンとして扱われる事が多いが、英語圏では区別するためにWR型やVV(ダブルブイ、ブイブイ）と呼ぶ事がある。また、4バンク形式の祖国であるドイツではダブルV型4バンク式のエンジンのみをW型エンジンと呼び、旧来の3バンク形式のものはY型エンジンと呼んで明確に区分している。
このようなW型エンジンの場合、排気系および吸気系の取り回しはV型エンジンと同様になり、3バンクのW型エンジンのような問題は生じず、クランクシャフトの全長の短縮によるエンジン長の短縮のメリットが享受できる。
W型8気筒、W型12気筒、W型16気筒が市販車に搭載されたが、現在はすべて生産終了となっている。

## オートバイの3バンク型
自動車用としては廃れてしまった3バンクW型エンジンであったが、カスタムオートバイの世界では一人のエンジンビルダーの手により3バンクW型3気筒エンジンが復活した。アメリカのJim Feulingはハーレーダビッドソン・ツインカム88(95cu-in) 45度バンク空冷V型2気筒エンジンをベースに、もう1バンクを追加する為のアップグレードキットをリリースしたのである。
航空機の星型エンジンを参考に開発されたこのエンジンは、旧来から存在する3バンク型W型エンジンとは異なり、星型エンジンと同様にクランクピンには中央のマスターコンロッドのみが嵌められていて、その大端部の両側に2本のスレーブコンロッドが繋がれているというものであった。「Feuling W3」と名付けられたこのカスタムエンジンは、通常の構成では145cu-inのピストンが組み合わされて2,327ccとなり、最大180馬力を発揮した。
アメリカの著名なチョッパービルダーであるCory Nessの手により更にチューンされたFeuling W3の中には、185cu-inピストンの3,032ccエンジンと、245cu-inピストンの4,015ccエンジンも出現。en:Biker_Build_Offといったチョッパー・ドラッガーイベントを席巻するエンジンとなった。
しかしJim Feuling自身は2002年12月に死去し、2004年7月を最後に彼が興した会社であるFeuling Motor Companyも売却され、Feuling W3の販売も終了したという。